# Riviera d'Adda
Riviera d'Adda era il nome di un comune italiano, esistito dal 1928 al 1970.

## Storia
Il comune di Riviera d'Adda fu istituito dal governo fascista nel 1928 dalla fusione dei comuni di Medolago e Solza. Il nome "Riviera d'Adda" fu scelto per la sua posizione dominante l'Adda, e preferito alla seconda proposta "Rocca Colleoni", considerata troppo a favore campanilistico della piccola frazione di Solza (luogo natale di Bartolomeo Colleoni), che rimase comunque sede comunale.
Il comune di Riviera d'Adda venne soppresso nel 1970, con la ricostituzione dei comuni preesistenti.

## Abolizione
La richiesta per la soppressione del comune di Riviera d'Adda e la conseguente ricostituzione dei precedenti comuni (Medolago e Solza) scaturì, anche qui come per la scelta del nome, come reazione "campanilistica" al progetto dell'amministrazione comunale di edificare la nuova sede municipale sul territorio della frazione di Medolago.